# Княжеский суд

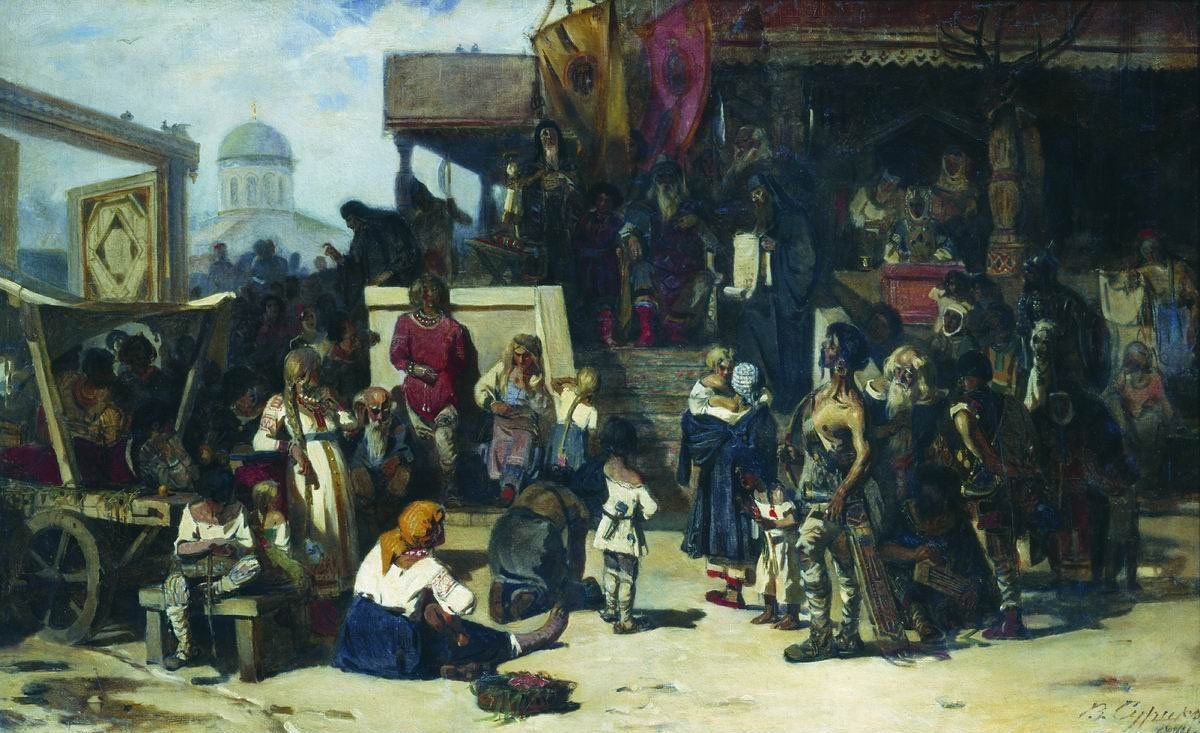
Василий Суриков. Княжий суд. 1874

Княжеский суд — суд, осуществляемый князем или его представителями. Действовал на Руси; был частью русской правовой системы. Время его возникновения неизвестно. Прямо упоминается в Пространной редакции Русской Правды: «Аже будуть холопи татье, судъ княжь» («Если окажутся воры холопами, то суд княжеский» — ст. 46).

## История
Согласно летописям, приглашённые на княжение варяги (в 862 году по летописной хронологии) были ограничены условиями «судить и рядить» «по ряду по праву», то есть управлять и вершить суд в соответствии с нормами местного права. Это ограничение ставило князя в зависимость от местного общества.
В русской военно-дружинной среде X века всё большее место начинал занимать поединок как способ решения споров. Арабский писатель начала X века Ибн Руста описывает княжеский суд и судебный поединок русов:
Когда кто из них имеет дело против другого, то зовет его на суд к царю, перед которым и препираются. Когда царь произнесет приговор, исполняется то, что он велит; если же обе стороны приговором царя недовольны, то по его приказанию должны предоставить окончательное решение оружию: чей меч острее, тот и одерживает верх. На борьбу эту родственники (обеих тяжущихся сторон) приходят вооруженными и становятся. Тогда соперники вступают в бой и победитель может требовать от побежденного, чего хочет.
Дружинники X века ещё могли не считаться с решением княжеской власти, полностью зависящей от их мечей.
Судебный аппарат первоначально составляли представители княжеской дружины. А. А. Зимин считал, что штрафы, шедшие в пользу судебно-административных чиновников, появляются в X веке. По мнению учёного, погосты, организованные княгиней Ольгой, действовали не только как сборные пункты дани, но и как центры судебно-административной деятельности.
К судебному разбирательству привлекались очевидцы-видоки. Требование показаний очевидца ограничивало кровную месть.

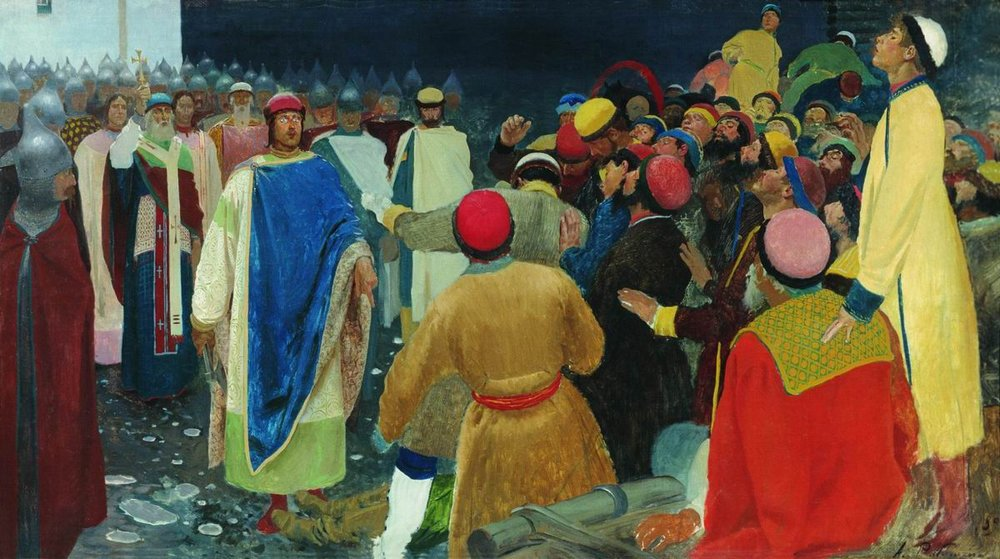
А. П. Рябушкин. Князь Глеб Святославович убивает волхва на Новгородском вече (Княжий суд). 1898

Согласно ст. 38 Краткой Правды, «Аще убьють татя на своемъ дворѣ, любо у клѣти, или у хлѣва, то тои убитъ; аще ли до свѣта держать, то вести его на княжь дворъ; а оже ли убьють, а люди будуть видѣли связанъ, то платити в немь» («Если убьют вора на своём дворе, или у клети, или у хлева, то так тому и быть; если продержат до рассвета, то вести его на княжеский двор; а если его убьют, но люди видели, что он был связан, то платить за него»). Таким образом, княжеский двор («княжь дворъ») мог выступать центром судопроизводства.
Помимо особого Покона вирного, регламентирующего поборы в пользу сборщика вир (штрафов за убийство), для XI века известны пошлины другим судебным чиновникам. Правда Ярославичей (вторая часть Краткой Правды) в ст. 40 знает судебную пошлину человеку, изымающему краденое, вероятно «емцу». В ст. 40 Краткой Правды говорится: «60 рѣзанъ продажи; а хто изималъ, тому 10 рѣзанъ», то есть княжескому судебному чиновнику предназначалась 1/6 штрафа. Чем выше был штраф, тем большая часть шла емцу. По ст. 31 от штрафа в 3 гривны приходилось «платити мужеви» 30 резан — отчисление повышалось до 1/5 штрафа. По ст. 41 от 12 гривен емцу шло 70 кун — примерно 1/4 штрафа.
Решения, принятые на княжеском суде, могли использоваться в качестве судебных прецедентов при составлении письменных законов и их сводов, включая Русскую Правду.
Церковный устав Ярослава распространяет юрисдикцию церковного суда на ряд дел, входивших в компетенцию княжеского суда.
Л. К. Гётц рассматривал Пространную редакцию Русской Правды как руководство для практического судопроизводства.
Христианским идеалом служил справедливый и гуманный княжеский суд. В Мериле Праведном говорится об установлении Владимиром Мономахом правого суда и законов: «тобе, мудраго нашего кормьчию, благочестиваго князя… заступника воистину вьстави, устраяюща словеса на суде, храняща истину в веки, творяща суд и правду посреде земля… законоположении, аки некими стенами чюдными, свое стадо крестьянское огради». Сам Владимир Всеволодович завещал своим детям: «избавите обидима, судите сироте, оправдайте вдовицю». Всеволод Юрьевич Большое Гнездо судил «суд истинен и нелицемерен, не обинуяся лица силных своих бояр, обидящих менших и роботящих сироты».
В Новгородской республике княжеский суд выступает уже не единственной судебной инстанцией, а лишь одной из нескольких. Новгородская судная грамота (XV век) знает суд владыки и его наместника, посадничий суд (с участием великокняжеского наместника), а также суд тысяцкого (ст. 1—4).
Размеры судебных пошлин, предусмотренные Двинской уставной грамотой 1397 года в пользу наместников и дьяков, резко отличались от поборов, шедших вирнику по Русской Правде, как разнообразием, так и их увеличением. Основной целью Судебника 1497 года было подведение итогов практики судопроизводства по важнейшим делам и обеспечение точно регламентированными судебными пошлинами представителей административного аппарата, отправлявшего правосудие, в центре и на местах. Преимущественное внимание в этом памятнике уделено процессуальным вопросам и отчислениям в пользу лиц, ведавших судом и следствием. В заголовке памятника говорилось, что Иван III «уложил о суде, како судите бояром и околничим».

## Судебная система

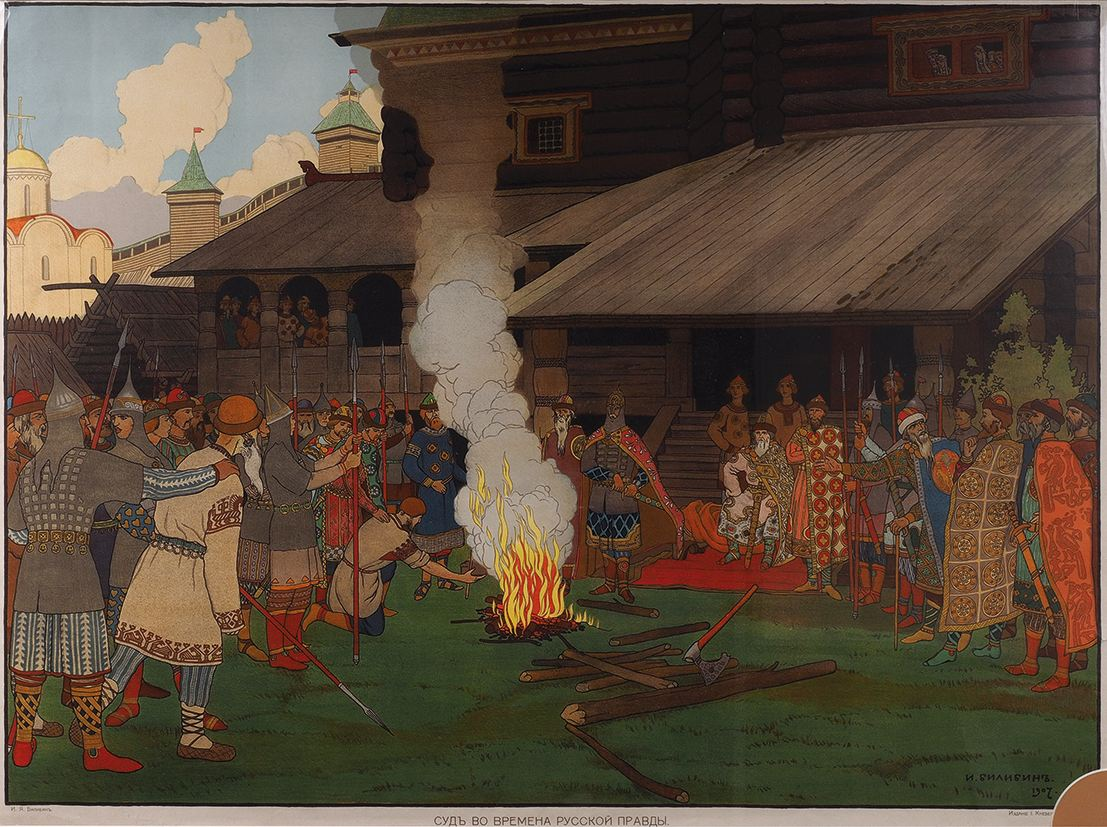
Иван Билибин. Суд во времена Русской Правды. 1890-е годы

Древнерусское право ещё не знало последовательного разграничения между уголовным и гражданским процессом, хотя ряд процессуальных действий (гонение следа, свод и др.) относились только к уголовным делам. И по уголовным, и по гражданским делам процесс носил состязательный (обвинительный) характер, при котором стороны равноправны и сами являются двигателями всех процессуальных действий. Обе стороны в процессе именовались истцами.
Суд, производимый князем, его посадниками и тиунами, носил внешний, механический характер. Судья почти не входил во внутреннюю расценку доказательств. Он был обязан безусловно верить им, если они удовлетворяли принятым формальным требованиям. К примеру, если в суд обращался человек в крови или синяках («кровавъ или синь» — ст. 2 Краткой Правды), а ответчик не предоставлял видоков (свидетелей), которые показали бы, что избитый сам начал драку, ответчик считался виновным. Если на суд был приведён тать с поличным, пойманный на месте преступления, также не полагалось никакого расследования, и человек считался виновным. Если человек, потерявший вещь, обнаруживал её, он не мог забрать своё имущество, но должен был идти на свод («поиди на сводъ, кдѣ есть взялъ» — ст. 35 Пространной Правды): человек, у которого нашлась краденая вещь, должен был доказать, что купил её, а не украл, в противном случае он признавался вором. Если был найден убитый, вервь, община, нёсшая круговую ответственность, на территории которой было найдено тело, должна была разыскать убийцу. В противном случае вервь платила виру князю и головничество родственникам убитого. Если воровской след приводил к селу, село обязано было разыскать вора либо отвести от себя след. Если у тяжущихся не было свидетелей, они могли идти на роту — приносить присягу. Если дело было большим — на Божий суд, то есть на воду или железо — испытание водой или железом.
Такой формальный суд был в то же время и пассивным. Истец сам производил предварительное следствие, например, разыскивал вора украденной вещи, и шёл до конца свода. Только когда свод выходил за пределы общины, взыскание падало на последнего человека, к которому привёл свод и который обязывался сам продолжать свод. Владелец бежавшего холопа сам разыскивал его, и посадник должен был только оказывать ему помощь при поимке опознанного холопа.
Относительной новацией эпохи Удельной Руси являлось развитие розыскного процесса. В Новгороде и Пскове сохранялся состязательный процесс. Вместе с тем развивалась и следственная, розыскная форма процесса. Как и в Киевской Руси, в северо-западных республиках существовал институт досудебной подготовки дела — свод. Процесс обычно начинался подачей искового заявления, жалобы. В случае пятидневной неявки в суд ответчика могли доставить туда принудительно. Много внимания в законе уделялось доказательствам. Значительную роль, особенно в имущественных спорах, играли письменные доказательства. Большую роль в процессе играли свидетели. Закон вносил в оценку показаний послуха (свидетеля) определённый формализм: несовпадение показаний истца и послуха вело к проигрышу дела. По делам о кражах в качестве доказательства выступало полишное — краденая вещь, найденная у лица, заподозренного в краже. Поличное обнаруживалось во время обыска, производимого должностным лицом — приставом, которого мог сопровождать истец. Псковская судная грамота вводит новый вид ордалий — поле, судебный поединок. Процесс имел устную форму, но решение выносилось в письменном виде и при его выдаче взимались судебные пошлины. Решение по делу исполняли специальные служащие князя или города.
В Московском княжестве и Русском централизованном государстве получили развитие как старая форма процесса, так называемый суд, то есть состязательный процесс, так и более новая форма судопроизводства — розыскной процесс. При состязательном процессе дело начиналось по жалобе истца, именовавшейся челобитная. Обычно она подавалась в устной форме. После получения челобитной судебный орган предпринимал меры по доставке ответчика в суд. Обращение в суд было весьма дорогостоящим делом. Стороны облагались различными пошлинами. Так, согласно Судебнику 1497 года, сторона должна была уплатить судье-боярину 6 процентов от цены иска. Также полагалось уплатить четыре копейки с рубля дьяку. В XV веке применение поля всё более ограничивалось и в XVI веке постепенно исчезло из практики. В качестве доказательств стали применяться различные документы: договорные акты, официальные грамоты. По-прежнему доказательством считалась также присяга. Розыск применялся при совершении наиболее серьёзных уголовных дел, в том числе по политическим преступлениям. Главным способом получения показаний при розыске являлась пытка.
С XVI века на первое место выступают репрессивные формы процесса. В законодательстве ещё отсутствовало явное разграничение между гражданско-процессуальным и уголовно-процессуальным правом. Различались две формы процесса: состязательный (суд) и следственный (розыск). Последний приобретал всё большее значение. Велось предварительное следствие, которое, однако, ещё не получило ясного выражения в правовых нормах. Расследование большинства уголовных дел начиналось по инициативе государственных органов, по доносам (в особенности по политическим делам), жалобам потерпевших: по делам о разбое, краже и др. Наиболее важные государственные преступления расследовались непосредственно по указанию царя. Предварительное следствие сводилось главным образом к неотложным действиям: задержание подозреваемого, арест и др. При розыске широко применялись повальный обыск и пытка. Большинство гражданских дел и некоторые уголовные, преимущественно частного обвинения, рассматривались в состязательном процессе, который начинался и прекращался по воле сторон, представлявших доказательства для обоснования своих требований. Продолжалось развитие характерной для средневекового права системы формальных доказательств. Суд должен был производить оценку доказательств в соответствии с требованиями закона. Главным доказательством считалось признание обвиняемого или ответчика. В качестве доказательства сохранялась также присяга.

## Должностные лица
- Мечник (ст. 1, 33; ст. 41 Краткой Правды: «А от гривне мечнику куна»; ст. 86 Пространной Правды: «А желѣзного [при испытании железом] платити 40 кунъ, а мечнику 5 кунъ») — в данном случае член княжеского административно-судебного аппарата.
- Ябетник (ст. 1 Краткой Правды; берестяная грамота — Руса № 12, XII век[13]) — судебный исполнитель[4]. По мнению М. Фасмера, «ябетник» происходит от др.-сканд. embǽtti, ambǽtti ср. р. «служба, должность»; образование ябетьникъ соответствует др.-исл. embǽttis-maðr «прислужник»[16]. В позднейшем источнике — Смоленском земском привилее, выданном великими князьями Литовскими, ябедником назван чиновник, занимавшийся розыском воров и краденного по следам преступления и помогавший в этом отношении потерпевшему[15].
- Емец (ст. 41 Краткой Правды: «а от 12 гривну емъцю 70 кунъ») — вероятно, название административно-судебной должности, исполнение которой заключалось во взимании податей и судебных штрафов. Емец известен по одной надписи на деревянном цилиндре («емьця гривна 3»), связанном с хранением ценностей[7].
- Отрок (ст. 9; ст. 74 Пространной Правды: «А се наклады 12 гривенъ [дополнительные пошлины к штрафу в 12 гривен]: отроку 2 гривны и 20 кунъ…»; берестяная грамота № 241, XI—XII века[13]) — в данном случае этот термин относится к административным лицам разных социальных уровней: член княжеской дружины, княжеского судебного аппарата, княжеский слуга, помощник судебного исполнителя, слуга княжеского служилого человека.
- Детский (ст. 86 Пространной Правды: «А желѣзного платити… пол гривны дѣтьскому»; берестяная грамота — Руса № 8, XII век[13]) — в данном случае младший дружинник, исполняющий судебные функции.
- Вирник (ст. 42 Краткой Правды: «А се поконъ вирныи: вирнику взяти»; ст. 9; ст. 10 Пространной Правды: «Аже будеть вира во 80 гривенъ, то вирнику 16 гривенъ и 10 кунъ и 12 вѣкши… а за голову 3 гривны») — сборщик виры, судебный исполнитель, взыскивавший виру[6][1].

## Правовые институты
- Рота (ст. 10 Краткой Правды: «Аще ли ринеть [толкнёт] мужь мужа… или будеть варягъ или колбягъ, то на роту»; ст. 22, 31, 37, 47, 48, 49, 52, 109, 115, 118 Пространной Правды; берестяная грамота № 118, XII век[13]) — клятва, в данном случае — судебная. Позднее — целованье[8].
- Свод — процессуальная форма досудебной подготовки дела, судебно-следственная процедура по выявлению участников сделок в связи с краденой вещью или зависимым человеком для установления первоначального правонарушителя-похитителя.
- Божий суд — испытание огнём, железом, водой (берестяная грамота № 238, XII век[13]), поле (судебный поединок).
- Урок — отчисление судебным должностным лицам при испытании железом (мечнику, детскому) (ст. 86 Пространной Правды) и иные судебные пошлины (ст. 107 Пространной Правды: «А се уроци судебнии» — в том числе метельнику и от виры), а также пошлина за исполнение судебной клятвы (ст. 109 Пространной Правды: «Уроци ротнии»)[1].
- Ссадная гривна (ст. 9; ст. 10 Пространной Правды: «а переди съсадная гривна») — подать вирнику при его въезде в общину (за сход с коня). По Белозерской уставной грамоте 1488 года платилось «взоъжжого корму… на въезд, что хто принесет». По уставной грамоте 1548 года, в случае, если стороны мирились без суда, платилась «ссадного денга московская»[17].
- Перекладная (ст. 9 Пространной Правды: «А се покони вирнии были при Ярославѣ… а 10 кунъ перекладная») — возможно, подать вирнику до окончания дела.
- Перекладное (ст. 74 Пространной Правды: «перекладнаго 5 кунъ») — по мнению М. Н. Тихомирова, подать судебному чиновнику за окончание дела[6][1].
- Покон вирный — закон, по которому население обязано было содержать вирника, приехавшего собирать виру.

## Денежные наказания
- Вира — компенсация в пользу родственников убитого. А если таковых не было, то штраф (вира) платился князю. Вира могла быть одинарная — 40 гривен, за убийство простого свободного человека (ст. 1 Краткой Правды[6], ст. 1, 3, 5, 11 Пространной Правды[1]) или двойная — 80 гривен, за убийство привилегированного человека (ст. 19, 22, 23 Краткой Правды[6], ст. 1, 3, 12 Пространной Правды[1]). Существовал особый вид виры — «дикая» (ст. 4, 5, 8 Пространной Правды[1]) или «повальная» вира — коллективная выплата виры за чужую вину[1]. Она налагалась на всю общину. Для применения этого наказания необходимо было, чтобы совершённое убийство было простым, неразбойным. Община либо не выдавала своего члена, подозреваемого в убийстве, либо не могла «отвести от себя след», подозрения. Община платила за своего члена только в том случае, если он ранее участвовал в вирных платежах за своих соседей (ст. 5, 8 Пространной Правды[1]). Институт «дикой» виры выполнял полицейскую функцию, связывая всех членов общины круговой порукой. Вира упоминается в берестяной грамоте № 115, XII век[13].
- Головничество — денежное взыскание в пользу родственников убитого.
- Поток и разграбление — высшая мера наказания. Назначалась за убийство в разбое, поджог и конокрадство. Включала конфискацию имущества и выдачу преступника вместе с семьёй «головой», то есть в рабство.
- Урок — денежное возмещение потерпевшему за причинённый ущерб (ст. 45, 84, 89, 120 Пространной Правды[1]).
- Продажа — штраф в пользу князя за остальные преступления.

## В Священной Римской империи
В Священной Римской империи княжеский суд (нем. Fürstengericht) — суд, на котором председательствовал император или заступавший его место прирейнский пфальцграф, при участии имперских князей. На суде рассматривались проступки имперских чинов, которые влекли за собой опалу или лишение престола.